# Ostatni dom po lewej (film 1972)
Ostatni dom po lewej (ang. The Last House on the Left) – amerykański horror z 1972 roku wyreżyserowany przez Wesa Cravena, zrealizowany we współpracy z Seanem S. Cunninghamem i Steve’em Minerem. Z uwagi na swoją fabułę jest zaliczany także do podgatunku kina eksploatacji: rape and revenge.

## Opis fabuły
Akcja filmu toczy się w latach 70. XX wieku. Dwie nastolatki, Mari i Phyllis, wybierają się na koncert rockowy. Jednak nie docierają na zabawę. Porywają je poszukiwani przez policję zbiegli skazańcy. Dziewczyny zostają brutalnie zgwałcone i zamordowane. Przestępcy nieświadomie postanawiają przenocować w domu rodziców jednej z ofiar. Kiedy gospodarze dowiadują się o losie swojej córki, decydują się na krwawy odwet na zbrodniarzach.

## Obsada
- Sandra Cassel – Mari Collingwood
- Lucy Grantham – Phyllis Stone
- David Hess – Krug Stillo
- Fred J. Lincoln – Fred „Weasel” Podowski
- Jeramie Rain – Sadie
- Cynthia Carr – Estelle Collingwood
- Gaylord St. James – dr John Collingwood
- Marc Sheffler – Junior Stillo
- Martin Kove – zastępca